# Список видов семейства Tetragnathidae
Список всех описанных видов пауков семейства Tetragnathidae на 28 декабря 2014 года.

## Alcimosphenus
Alcimosphenus Simon, 1895
- Alcimosphenus licinus Simon, 1895 — Вест-Индия

## Allende
Allende Alvarez-Padilla, 2007
- Allende longipes (Nicolet, 1849) — Чили, Аргентина
- Allende nigrohumeralis (F. O. P.-Cambridge, 1899) — Хуан-Фернандес, Чили, Аргентина
- Allende patagiatus (Simon, 1901) — Чили, Аргентина
- Allende puyehuensis Alvarez-Padilla, 2007 — Чили

## Antillognatha
Antillognatha Bryant, 1945
- Antillognatha lucida Bryant, 1945 — Гаити

## Atelidea
Atelidea Simon, 1895
- Atelidea spinosa Simon, 1895 — Шри-Ланка

## Azilia
Azilia Keyserling, 1881
- Azilia affinis O. P.-Cambridge, 1893 — от США до Панамы
- Azilia boudeti Simon, 1895 — Бразилия
- Azilia eximia (Mello-Leitao, 1940) — Бразилия
- Azilia formosa Keyserling, 1881 — Перу
- Azilia guatemalensis O. P.-Cambridge, 1889 — Центральная Америка до Перу, Сент-Винсент
- Azilia histrio Simon, 1895 — Бразилия
- Azilia marmorata Mello-Leitao, 1948 — Гайана
- Azilia montana Bryant, 1940 — Куба, Гаити
- Azilia rojasi Simon, 1895 — Венесуэла
- Azilia vachoni (Caporiacco, 1954) — Французская Гвиана

## Chrysometa
Chrysometa Simon, 1894
- Chrysometa acinosa Alvarez-Padilla, 2007 — Чили
- Chrysometa adelis Levi, 1986 — Колумбия
- Chrysometa alajuela Levi, 1986 — от Коста-Рики до Колумбии
- Chrysometa alboguttata (O. P.-Cambridge, 1889) — от Мексики до Колумбии
- Chrysometa allija Levi, 1986 — Эквадор
- Chrysometa antonio Levi, 1986 — Колумбия
- Chrysometa aramba Levi, 1986 — Бразилия
- Chrysometa aureola (Keyserling, 1884) — Бразилия, Тринидад
- Chrysometa banos Levi, 1986 — Эквадор
- Chrysometa bella (Banks, 1909) — Коста-Рика
- Chrysometa bigibbosa (Keyserling, 1864) — Колумбия
- Chrysometa bolivari Levi, 1986 — Эквадор
- Chrysometa bolivia Levi, 1986 — Боливия, Колумбия
- Chrysometa boquete Levi, 1986 — Панама, Колумбия
- Chrysometa boraceia Levi, 1986 — Бразилия, Парагвай
- Chrysometa brevipes (O. P.-Cambridge, 1889) — Мексика, Гватемала
- Chrysometa browni Levi, 1986 — Эквадор
- Chrysometa buenaventura Levi, 1986 — Колумбия
- Chrysometa buga Levi, 1986 — Колумбия
- Chrysometa butamalal Levi, 1986 — Чили
- Chrysometa cali Levi, 1986 — Колумбия
- Chrysometa calima Levi, 1986 — Колумбия
- Chrysometa cambara Levi, 1986 — Бразилия
- Chrysometa candianii Nogueira et al., 2011 — Бразилия
- Chrysometa carmelo Levi, 1986 — Колумбия
- Chrysometa cebolleta Levi, 1986 — Колумбия
- Chrysometa chica Levi, 1986 — Эквадор
- Chrysometa chipinque Levi, 1986 — Мексика, Гватемала
- Chrysometa choroni Levi, 1986 — Венесуэла
- Chrysometa chulumani Levi, 1986 — Боливия
- Chrysometa churitepui Levi, 1986 — Венесуэла
- Chrysometa claudia Levi, 1986 — Венесуэла
- Chrysometa columbicola Strand, 1916 — Колумбия
- Chrysometa conspersa (Bryant, 1945) — Гаити
- Chrysometa cornuta (Bryant, 1945) — Гаити
- Chrysometa craigae Levi, 1986 — Коста-Рика
- Chrysometa cuenca Levi, 1986 — Эквадор
- Chrysometa decolorata (O. P.-Cambridge, 1889) — Гватемала
- Chrysometa digua Levi, 1986 — Колумбия
- Chrysometa distincta (Bryant, 1940) — Куба
- Chrysometa donachui Levi, 1986 — Колумбия
- Chrysometa duida Levi, 1986 — Венесуэла
- Chrysometa eberhardi Levi, 1986 — Колумбия
- Chrysometa ecarup Levi, 1986 — Колумбия
- Chrysometa eugeni Levi, 1986 — Martinique, Сент-Винсент
- Chrysometa explorans (Chamberlin, 1916) — Перу
- Chrysometa fidelia Levi, 1986 — Колумбия
- Chrysometa flava (O. P.-Cambridge, 1894) — от Мексики до Бразилии
- Chrysometa flavicans (Caporiacco, 1947) — Бразилия, Гайана, Суринам
- Chrysometa fuscolimbata (Archer, 1958) — Ямайка
- Chrysometa guadeloupensis Levi, 1986 — Гваделупа
- Chrysometa guttata (Keyserling, 1881) — Колумбия, Венесуэла, Перу, Бразилия
- Chrysometa hamata (Bryant, 1942) — Пуэрто-Рико
- Chrysometa heredia Levi, 1986 — Коста-Рика
- Chrysometa huanuco Levi, 1986 — Перу
- Chrysometa huila Levi, 1986 — Колумбия, Эквадор
- Chrysometa incachaca Levi, 1986 — Колумбия
- Chrysometa itaimba Levi, 1986 — Бразилия
- Chrysometa jayuyensis (Petrunkevitch, 1930) — Пуэрто-Рико
- Chrysometa jelskii Levi, 1986 — Перу
- Chrysometa jordao Levi, 1986 — Бразилия
- Chrysometa keyserlingi Levi, 1986 — Колумбия
- Chrysometa kochalkai Levi, 1986 — Колумбия
- Chrysometa lancetilla Levi, 1986 — Гондурас
- Chrysometa lapazensis Levi, 1986 — Боливия
- Chrysometa lepida (Keyserling, 1881) — Перу
- Chrysometa levii Alvarez-Padilla, 2007 — Чили
- Chrysometa linguiformis (Franganillo, 1930) — Куба, Ямайка
- Chrysometa lomanhungae Nogueira et al., 2011 — Бразилия
- Chrysometa ludibunda (Keyserling, 1893) — Бразилия, Парагвай
- Chrysometa luisi Levi, 1986 — Эквадор
- Chrysometa machala Levi, 1986 — Эквадор, Перу
- Chrysometa macintyrei Levi, 1986 — Эквадор
- Chrysometa macuchi Levi, 1986 — Эквадор, Перу
- Chrysometa maculata (Bryant, 1945) — Гаити
- Chrysometa magdalena Levi, 1986 — Колумбия
- Chrysometa maitae Alvarez-Padilla, 2007 — Чили
- Chrysometa malkini Levi, 1986 — Колумбия
- Chrysometa marta Levi, 1986 — Колумбия
- Chrysometa merida Levi, 1986 — Венесуэла
- Chrysometa minuta (Keyserling, 1883) — Бразилия
- Chrysometa minza Levi, 1986 — Эквадор
- Chrysometa monticola (Keyserling, 1883) — Перу
- Chrysometa muerte Levi, 1986 — от Коста-Рики до Колумбии
- Chrysometa niebla Levi, 1986 — Колумбия
- Chrysometa nigroventris (Keyserling, 1879) — Колумбия or Панама
- Chrysometa nigrovittata (Keyserling, 1865) — Колумбия, Эквадор
- Chrysometa nubigena Nogueira et al., 2011 — Бразилия
- Chrysometa nuboso Levi, 1986 — Коста-Рика
- Chrysometa nuevagranada Levi, 1986 — Колумбия
- Chrysometa obscura (Bryant, 1945) — Гаити
- Chrysometa opulenta (Keyserling, 1881) — Перу, Бразилия
- Chrysometa otavalo Levi, 1986 — Эквадор
- Chrysometa palenque Levi, 1986 — от Мексики до Гондураса
- Chrysometa pecki Levi, 1986 — Ямайка
- Chrysometa penai Levi, 1986 — Эквадор
- Chrysometa petrasierwaldae Nogueira et al., 2011 — Бразилия
- Chrysometa pichincha Levi, 1986 — Эквадор
- Chrysometa pilimbala Levi, 1986 — Колумбия
- Chrysometa plana Levi, 1986 — Эквадор
- Chrysometa poas Levi, 1986 — от Мексики до Панамы
- Chrysometa puebla Levi, 1986 — Мексика
- Chrysometa purace Levi, 1986 — Колумбия
- Chrysometa ramon Levi, 1986 — Перу
- Chrysometa raripila (Keyserling, 1893) — Бразилия
- Chrysometa rincon Levi, 1986 — Мексика
- Chrysometa rubromaculata (Keyserling, 1864) — Колумбия or Панама
- Chrysometa sabana Levi, 1986 — Гаити
- Chrysometa saci Nogueira et al., 2011 — Бразилия
- Chrysometa saladito Levi, 1986 — Колумбия
- Chrysometa santosi Nogueira et al., 2011 — Бразилия
- Chrysometa saramacca Levi, 1986 — Венесуэла, Перу, Суринам
- Chrysometa satulla (Keyserling, 1881) — Перу
- Chrysometa satura Levi, 1986 — Коста-Рика
- Chrysometa schneblei Levi, 1986 — Колумбия, Эквадор
- Chrysometa serachui Levi, 1986 — Колумбия
- Chrysometa sevillano Levi, 1986 — Колумбия
- Chrysometa sicki Levi, 1986 — Бразилия
- Chrysometa sondo Levi, 1986 — Колумбия
- Chrysometa sumare Levi, 1986 — Бразилия
- Chrysometa sztolcmani Levi, 1986 — Перу
- Chrysometa tenuipes (Keyserling, 1864) — Колумбия
- Chrysometa tinajillas Levi, 1986 — Эквадор
- Chrysometa troya Levi, 1986 — Эквадор
- Chrysometa tungurahua Levi, 1986 — Эквадор
- Chrysometa uaza Levi, 1986 — Эквадор, Колумбия
- Chrysometa unicolor (Keyserling, 1881) — Колумбия or Панама
- Chrysometa universitaria Levi, 1986 — Коста-Рика, Панама
- Chrysometa ura Levi, 1986 — Эквадор
- Chrysometa utcuyacu Levi, 1986 — Перу
- Chrysometa valle Levi, 1986 — Колумбия
- Chrysometa waikoxi Nogueira et al., 2011 — Бразилия
- Chrysometa xavantina Levi, 1986 — Бразилия
- Chrysometa yanomami Nogueira et al., 2011 — Бразилия
- Chrysometa yotoco Levi, 1986 — Колумбия, Венесуэла
- Chrysometa yungas Levi, 1986 — Боливия
- Chrysometa yunque Levi, 1986 — Пуэрто-Рико
- Chrysometa zelotypa (Keyserling, 1883) — от Коста-Рики до Перу

## Cyrtognatha
Cyrtognatha Keyserling, 1881
- Cyrtognatha atopica Dimitrov & Hormiga, 2009 — Аргентина
- Cyrtognatha bella (O. P.-Cambridge, 1896) — Коста-Рика
- Cyrtognatha bryantae (Chickering, 1956) — Ямайка
- Cyrtognatha catia Dimitrov & Hormiga, 2009 — Колумбия
- Cyrtognatha eberhardi Dimitrov & Hormiga, 2009 — Бразилия
- Cyrtognatha espanola (Bryant, 1945) — Гаити
- Cyrtognatha insolita (Chickering, 1956) — Коста-Рика, Панама
- Cyrtognatha lepida (O. P.-Cambridge, 1889) — Панама
- Cyrtognatha leviorum Dimitrov & Hormiga, 2009 — Панама
- Cyrtognatha morona Dimitrov & Hormiga, 2009 — Эквадор
- Cyrtognatha nigrovittata Keyserling, 1881 — Перу
- Cyrtognatha orphana Dimitrov & Hormiga, 2009 — Бразилия
- Cyrtognatha pachygnathoides (O. P.-Cambridge, 1894) — Коста-Рика, Панама
- Cyrtognatha paradoxa Dimitrov & Hormiga, 2009 — Мексика
- Cyrtognatha pathetica Dimitrov & Hormiga, 2009 — Гватемала
- Cyrtognatha petila Dimitrov & Hormiga, 2009 — Мексика
- Cyrtognatha quichua Dimitrov & Hormiga, 2009 — Эквадор
- Cyrtognatha rucilla (Bryant, 1945) — Гаити
- Cyrtognatha serrata Simon, 1897 — Martinique, Сент-Винсент
- Cyrtognatha simoni (Bryant, 1940) — Куба
- Cyrtognatha waorani Dimitrov & Hormiga, 2009 — Эквадор

## Dianleucauge
Dianleucauge Song & Zhu, 1994
- Dianleucauge deelemanae Song & Zhu, 1994 — Китай

## Diphya
Diphya Nicolet, 1849
- Diphya albula (Paik, 1983) — Корея
- Diphya bicolor Vellard, 1926 — Бразилия
- Diphya limbata Simon, 1896 — Чили, Аргентина
- Diphya macrophthalma Nicolet, 1849 — Чили
- Diphya okumae Tanikawa, 1995 — Китай, Корея, Япония
- Diphya pumila Simon, 1889 — Мадагаскар
- Diphya qianica Zhu, Song & Zhang, 2003 — Китай
- Diphya simoni Kauri, 1950 — Южная Африка
- Diphya songi Wu & Yang, 2010 — Китай
- Diphya spinifera Tullgren, 1902 — Чили
- Diphya taiwanica Tanikawa, 1995 — Тайвань
- Diphya tanasevitchi (Zhang, Zhang & Yu, 2003) — Китай

## Dolichognatha
Dolichognatha O. P.-Cambridge, 1869
- Dolichognatha aethiopica Tullgren, 1910 — Восточная Африка
- Dolichognatha albida (Simon, 1895) — Шри-Ланка, Таиланд
- Dolichognatha baforti (Legendre, 1967) — Конго
- Dolichognatha comorensis (Schmidt & Krause, 1993) — Коморские острова
- Dolichognatha cygnea (Simon, 1893) — Венесуэла
- Dolichognatha deelemanae Smith, 2008 — Борнео
- Dolichognatha ducke Lise, 1993 — Бразилия
- Dolichognatha erwini Brescovit & Cunha, 2001 — Бразилия
- Dolichognatha incanescens (Simon, 1895) — Шри-Ланка, Борнео, Новая Гвинея, Квинсленд
- Dolichognatha kampa Brescovit & Cunha, 2001 — Бразилия
- Dolichognatha kratochvili (Lessert, 1938) — Конго
- Dolichognatha lodiculafaciens (Hingston, 1932) — Гайана
- Dolichognatha longiceps (Thorell, 1895) — Мьянма, Таиланд
- Dolichognatha mandibularis (Thorell, 1894) — Суматра
- Dolichognatha mapia Brescovit & Cunha, 2001 — Бразилия
- Dolichognatha maturaca Lise, 1993 — Бразилия
- Dolichognatha minuscula (Mello-Leitao, 1940) — Гайана
- Dolichognatha nietneri O. P.-Cambridge, 1869 — Шри-Ланка
- Dolichognatha pentagona (Hentz, 1850) — от США до Венесуэлы
- Dolichognatha petiti (Simon, 1884) — Конго, Биоко
- Dolichognatha pinheiral Brescovit & Cunha, 2001 — Бразилия
- Dolichognatha proserpina (Mello-Leitao, 1943) — Бразилия
- Dolichognatha quadrituberculata (Keyserling, 1883) — Перу
- Dolichognatha quinquemucronata (Simon, 1895) — Шри-Ланка
- Dolichognatha raveni Smith, 2008 — Новая Гвинея, Квинсленд
- Dolichognatha richardi (Marples, 1955) — Самоа
- Dolichognatha spinosa (Petrunkevitch, 1939) — Панама
- Dolichognatha tigrina Simon, 1893 — Вест-Индия, northern Южная Америка
- Dolichognatha umbrophila Tanikawa, 1991 — Тайвань, Окинава

## Doryonychus
Doryonychus Simon, 1900
- Doryonychus raptor Simon, 1900 — Гавайи

## Dyschiriognatha
Dyschiriognatha Simon, 1893
- Dyschiriognatha argyrostilba (O. P.-Cambridge, 1876) — от Камеруна до Египта, Остров Святой Елены, Сейшеллы
- Dyschiriognatha bedoti Simon, 1893 — Борнео
- Dyschiriognatha dentata Zhu & Wen, 1978 — от Бангладеш до Китая, Япония, Филиппины
- Dyschiriognatha lobata Vellard, 1926 — Бразилия
- Dyschiriognatha montana Simon, 1897 — Венесуэла, Сент-Винсент
- Dyschiriognatha oceanica Berland, 1929 — Самоа
- Dyschiriognatha tangi Zhu, Song & Zhang, 2003 — Китай
- Dyschiriognatha upoluensis Marples, 1955 — Самоа, Ниуэ, Аитутаки, Острова Общества

## Eryciniolia
Eryciniolia Strand, 1912
- Eryciniolia purpurapunctata (Urquhart, 1889) — Новая Зеландия

## Glenognatha
Glenognatha Simon, 1887
- Glenognatha argenteoguttata (Berland, 1935) — Маркизские острова
- Glenognatha australis (Keyserling, 1883) — Перу
- Glenognatha caporiaccoi Platnick, 1993 — Гайана
- Glenognatha Центральнаяis Chamberlin, 1925 — Панама
- Glenognatha chamberlini (Berland, 1942) — Тубуаи
- Glenognatha emertoni Simon, 1887 — США
- Glenognatha foxi (McCook, 1894) — от Канады до Панамы
- Glenognatha gaujoni Simon, 1895 — Эквадор
- Glenognatha globosa (Petrunkevitch, 1925) — Панама
- Glenognatha gloriae (Petrunkevitch, 1930) — Пуэрто-Рико
- Glenognatha heleios Hormiga, 1990 — США
- Glenognatha hirsutissima (Berland, 1935) — Маркизские острова
- Glenognatha iviei Levi, 1980 — США
- Glenognatha lacteovittata (Mello-Leitao, 1944) — Аргентина
- Glenognatha maelfaiti Baert, 1987 — Галапагоссы
- Glenognatha minuta Banks, 1898 — Мексика
- Glenognatha mira Bryant, 1945 — Гаити
- Glenognatha nigromaculata (Berland, 1933) — Маркизские острова
- Glenognatha phalangiops (Berland, 1942) — Тубуаи
- Glenognatha smilodon Bosmans & Bosselaers, 1994 — Камерун
- Glenognatha spherella Chamberlin & Ivie, 1936 — Мексика

## Guizygiella
Guizygiella Zhu, Kim & Song, 1997
- Guizygiella guangxiensis (Zhu & Zhang, 1993) — Китай, Лаос
- Guizygiella indica (Tikader & Bal, 1980) — Индия
- Guizygiella melanocrania (Thorell, 1887) — от Индии до Китая, Лаос
- Guizygiella nadleri (Heimer, 1984) — Китай, Лаос, Вьетнам
- Guizygiella salta (Yin & Gong, 1996) — Китай
- Guizygiella shivui (Patel & Reddy, 1990) — Индия

## Hispanognatha
Hispanognatha Bryant, 1945
- Hispanognatha guttata Bryant, 1945 — Гаити

## Homalometa
Homalometa Simon, 1897
- Homalometa chiriqui Levi, 1986 — Коста-Рика, Панама
- Homalometa nigritarsis Simon, 1897 — Куба, Малые Антильские острова, Мексика, Панама
- Homalometa nossa Levi, 1986 — Бразилия

## Leucauge
Leucauge White, 1841
- Leucauge abbajae Strand, 1907 — Эфиопия
- Leucauge abyssinica Strand, 1907 — Эфиопия
- Leucauge acuminata (O. P.-Cambridge, 1889) — Мексика, Центральная Америка
- Leucauge albomaculata (Thorell, 1899) — Камерун
- Leucauge amanica Strand, 1907 — Восточная Африка
- Leucauge analis (Thorell, 1899) — Камерун, Экваториальная Гвинея
- Leucauge annulipedella Strand, 1911 — Острова Кай
- Leucauge apicata (Thorell, 1899) — Камерун
- Leucauge arbitrariana Strand, 1913 — Архипелаг Бисмарка
- Leucauge argentata (O. P.-Cambridge, 1869) — Индия, Шри-Ланка, Новая Гвинея
  - Leucauge argentata marginata Kulczynski, 1911 — Новая Гвинея
- Leucauge argentea (Keyserling, 1865) — Мексика, Колумбия
- Leucauge argenteanigra (Karsch, 1884) — Сан-Томе
- Leucauge argentina (Hasselt, 1882) — Сингапур, Суматра, Филиппины, Тайвань
  - Leucauge argentina nigriceps (Thorell, 1890) — Малайзия
- Leucauge argyra (Walckenaer, 1841) — от США до Бразилии
- Leucauge argyrescens Benoit, 1978 — Коморские острова, Сейшеллы
- Leucauge argyroaffinis Soares & Camargo, 1948 — Бразилия
- Leucauge atrostricta Badcock, 1932 — Парагвай
- Leucauge aurocincta (Thorell, 1877) — Сулавеси, Амбон
- Leucauge auronotum Strand, 1907 — Южная Африка
- Leucauge aurostriata (O. P.-Cambridge, 1897) — Мексика, Панама
- Leucauge badiensis Roewer, 1961 — Сенегал
- Leucauge beata (Pocock, 1901) — Индия
- Leucauge bengalensis Gravely, 1921 — Индия
- Leucauge bituberculata Baert, 1987 — Галапагоссы
- Leucauge blanda (L. Koch, 1878) — Россия, Китай, Корея, Тайвань, Япония
- Leucauge bontoc Barrion & Litsinger, 1995 — Филиппины
- Leucauge branicki (Taczanowski, 1874) — Гайана
- Leucauge brevitibialis Tullgren, 1910 — Восточная Африка
- Leucauge cabindae (Brito Capello, 1866) — Западная Африка
- Leucauge camelina Caporiacco, 1940 — Эфиопия
- Leucauge camerunensis Strand, 1907 — Камерун
- Leucauge capelloi Simon, 1903 — Экваториальная Гвинея
- Leucauge caucaensis Strand, 1908 — Колумбия
- Leucauge caudata Hogg, 1914 — Новая Гвинея
- Leucauge celebesiana (Walckenaer, 1841) — от Индии до Китая, Лаос, Япония, Сулавеси, Новая Гвинея
- Leucauge clarki Locket, 1968 — Ангола
- Leucauge comorensis Schmidt & Krause, 1993 — Коморские острова
- Leucauge conifera Hogg, 1919 — Суматра
- Leucauge cordivittata Strand, 1911 — Острова Кай
- Leucauge crucinota (Bosenberg & Strand, 1906) — Китай, Япония
- Leucauge curta (O. P.-Cambridge, 1889) — Панама
- Leucauge decorata (Blackwall, 1864) — Paleotropical
  - Leucauge decorata nigricauda Schenkel, 1944 — Тимор
- Leucauge digna (O. P.-Cambridge, 1869) — Остров Святой Елены
- Leucauge ditissima (Thorell, 1887) — Шри-Ланка, Мьянма
- Leucauge dorsotuberculata Tikader, 1982 — Индия
- Leucauge dromedaria (Thorell, 1881) — Австралия, Новая Зеландия
- Leucauge emertoni (Thorell, 1890) — Ниас
- Leucauge eua Strand, 1911 — Тонга
- Leucauge fasciiventris Kulczynski, 1911 — Новая Гвинея
- Leucauge festiva (Blackwall, 1866) — Африка
- Leucauge fibulata (Thorell, 1892) — Сингапур, Суматра
- Leucauge fishoekensis Strand, 1909 — Южная Африка
- Leucauge formosa (Blackwall, 1863) — Бразилия
  - Leucauge formosa pozonae Schenkel, 1953 — Венесуэла
- Leucauge fragilis (O. P.-Cambridge, 1889) — Гватемала, Коста-Рика
- Leucauge frequens Tullgren, 1910 — Восточная Африка
- Leucauge funebris Mello-Leitao, 1930 — Бразилия, Французская Гвиана
- Leucauge gemminipunctata Chamberlin & Ivie, 1936 — Панама
- Leucauge granulata (Walckenaer, 1841) — Зондские острова до Австралии
  - Leucauge granulata rimitara Strand, 1911 — Острова Кай
- Leucauge hasselti (Thorell, 1890) — Суматра
- Leucauge hebridisiana Berland, 1938 — Новые Гебриды
- Leucauge henryi Mello-Leitao, 1940 — Бразилия
- Leucauge idonea (O. P.-Cambridge, 1889) — от Гватемалы до Бразилии
- Leucauge ilatele Marples, 1955 — Самоа
- Leucauge insularis (Keyserling, 1865) — Лорд-Хау, Самоа
- Leucauge iraray Barrion & Litsinger, 1995 — Филиппины
- Leucauge isabela Roewer, 1942 — Биоко
- Leucauge japonica (Thorell, 1881) — Япония
- Leucauge kibonotensis Tullgren, 1910 — Восточная Африка
- Leucauge lamperti Strand, 1907 — Шри-Ланка
- Leucauge lechei Strand, 1908 — Мадагаскар
- Leucauge lehmannella Strand, 1908 — Колумбия
- Leucauge leprosa (Thorell, 1895) — Мьянма
- Leucauge levanderi (Kulczynski, 1901) — Эфиопия, Конго, Южная Африка
- Leucauge linyphia Simon, 1903 — Экваториальная Гвинея
- Leucauge liui Zhu, Song & Zhang, 2003 — Китай, Тайвань
- Leucauge loltuna Chamberlin & Ivie, 1938 — Мексика
- Leucauge lombokiana Strand, 1913 — Ломбок, Банда
- Leucauge longimana (Keyserling, 1881) — Перу
- Leucauge longipes F. O. P.-Cambridge, 1903 — Мексика
- Leucauge longula (Thorell, 1878) — Мьянма, от Суматры до Новой Гвинеи
- Leucauge macrochoera (Thorell, 1895) — Мьянма, Суматра
  - Leucauge macrochoera tenasserimensis (Thorell, 1895) — Мьянма
- Leucauge mahabascapea Barrion & Litsinger, 1995 — Филиппины
- Leucauge mahurica Strand, 1913 — Архипелаг Бисмарка
- Leucauge malkini Chrysanthus, 1975 — Соломоновы Острова
- Leucauge mammilla Zhu, Song & Zhang, 2003 — Китай
- Leucauge margaritata (Thorell, 1899) — Камерун
- Leucauge mariana (Taczanowski, 1881) — Мексика, от Гаити до Перу
- Leucauge medjensis Lessert, 1930 — Конго
- Leucauge mendanai Berland, 1933 — Маркизские острова
- Leucauge meruensis Tullgren, 1910 — Восточная Африка
  - Leucauge meruensis karagonis Strand, 1913 — Восточная Африка
- Leucauge mesomelas (O. P.-Cambridge, 1894) — Мексика
- Leucauge moerens (O. P.-Cambridge, 1896) — Мексика, Центральная Америка, Пуэрто-Рико
- Leucauge moheliensis Schmidt & Krause, 1993 — Коморские острова
- Leucauge nagashimai Ono, 2011 — Япония
- Leucauge nanshan Zhu, Song & Zhang, 2003 — Китай
- Leucauge nicobarica (Thorell, 1891) — Никобарские острова
- Leucauge nigricauda Simon, 1903 — Гвинея-Бисау, Экваториальная Гвинея
- Leucauge nigrocincta Simon, 1903 — Западная Африка, Сан-Томе, Биоко, Принсипи
- Leucauge nigrotarsalis (Doleschall, 1859) — Амбон
- Leucauge obscurella Strand, 1913 — Центральная Африка
- Leucauge opiparis Simon, 1907 — Сан-Томе, Принсипи
- Leucauge papuana Kulczynski, 1911 — Новая Гвинея
- Leucauge parangscipinia Barrion & Litsinger, 1995 — Филиппины
- Leucauge pinarensis (Franganillo, 1930) — Куба
- Leucauge polita (Keyserling, 1893) — Гватемала
- Leucauge pondae Tikader, 1970 — Индия
- Leucauge popayanensis Strand, 1908 — Колумбия
- Leucauge prodiga (L. Koch, 1872) — Самоа
- Leucauge profundifoveata Strand, 1906 — Восточная Африка
- Leucauge pulcherrima (Keyserling, 1865) — Колумбия, Французская Гвиана
  - Leucauge pulcherrima ochrerufa (Franganillo, 1930) — Куба
- Leucauge pusilla (Thorell, 1878) — Амбон, Андаманские острова
- Leucauge quadrifasciata (Thorell, 1890) — Ниас, Малайзия
- Leucauge quadripenicillata (Hasselt, 1893) — Суматра
- Leucauge regnyi (Simon, 1897) — Вест-Индия
- Leucauge reimoseri Strand, 1936 — Центральная Африка
- Leucauge roseosignata Mello-Leitao, 1943 — Бразилия
- Leucauge rubripleura (Mello-Leitao, 1947) — Бразилия
- Leucauge rubrotrivittata Simon, 1906 — Индия
- Leucauge ruwenzorensis Strand, 1913 — Центральная Африка
- Leucauge saphes Chamberlin & Ivie, 1936 — Панама
- Leucauge scalaris (Thorell, 1890) — Суматра
- Leucauge semiventris Strand, 1908 — Колумбия
- Leucauge senegalensis Roewer, 1961 — Сенегал
- Leucauge severa (Keyserling, 1893) — Бразилия
- Leucauge signiventris Strand, 1913 — Центральная Африка
- Leucauge simplex F. O. P.-Cambridge, 1903 — Мексика
- Leucauge soeensis Schenkel, 1944 — Тимор
- Leucauge speciosissima (Keyserling, 1881) — Перу
- Leucauge spiculosa Bryant, 1940 — Куба
- Leucauge splendens (Blackwall, 1863) — Бразилия
- Leucauge stictopyga (Thorell, 1890) — Суматра
- Leucauge striatipes (Bradley, 1876) — Австралия
- Leucauge subadulta Strand, 1906 — Япония
- Leucauge subblanda Bosenberg & Strand, 1906 — Китай, Корея, Тайвань, Япония
- Leucauge subgemmea Bosenberg & Strand, 1906 — Россия, Китай, Корея, Япония
- Leucauge superba (Thorell, 1890) — Ниас, Суматра
- Leucauge synthetica Chamberlin & Ivie, 1936 — Панама
- Leucauge taczanowskii (Marx, 1893) — Французская Гвиана
- Leucauge taiwanica Yoshida, 2009 — Тайвань
- Leucauge tanikawai Zhu, Song & Zhang, 2003 — Китай
- Leucauge tellervo Strand, 1913 — Центральная Африка
- Leucauge tengchongensis Wan & Peng, 2013 — Китай
- Leucauge tessellata (Thorell, 1887) — от Индии до Китая, Лаос, Тайвань, Молуккские острова
- Leucauge tetragnathella Strand, 1907 — Мадагаскар
- Leucauge thomeensis Kraus, 1960 — Сан-Томе
- Leucauge tredecimguttata (Simon, 1877) — Филиппины
- Leucauge tristicta (Thorell, 1891) — Никобарские острова
- Leucauge tuberculata Wang, 1991 — Китай
- Leucauge tupaqamaru Archer, 1971 — Перу
- Leucauge turbida (Keyserling, 1893) — Бразилия
- Leucauge uberta (Keyserling, 1893) — Бразилия
- Leucauge undulata (Vinson, 1863) — Эфиопия, Восточная Африка, Мадагаскар, Родригез
- Leucauge ungulata (Karsch, 1879) — Западная, Восточная Африка, Биоко, Сан-Томе
- Leucauge venusta (Walckenaer, 1841) — от Канады до Бразилии
- Leucauge vibrabunda (Simon, 1896) — Ява
- Leucauge virginis (Strand, 1911) — Ару
- Leucauge viridecolorata Strand, 1916 — Ямайка
- Leucauge volupis (Keyserling, 1893) — Бразилия, Парагвай
- Leucauge wangi Zhu, Song & Zhang, 2003 — Китай
- Leucauge wokamara Strand, 1911 — Ару
- Leucauge wulingensis Song & Zhu, 1992 — Китай
- Leucauge xiaoen Zhu, Song & Zhang, 2003 — Китай
- Leucauge xiuying Zhu, Song & Zhang, 2003 — Китай, Лаос
- Leucauge zizhong Zhu, Song & Zhang, 2003 — Китай, Лаос

## Mecynometa
Mecynometa Simon, 1894
- Mecynometa argyrosticta Simon, 1907 — Западная Африка, Конго
- Mecynometa gibbosa Schmidt & Krause, 1993 — Коморские острова
- Mecynometa globosa (O. P.-Cambridge, 1889) — от Гватемалы до Бразилии

## Menosira
Menosira Chikuni, 1955
- Menosira ornata Chikuni, 1955 — Китай, Корея, Япония

## Mesida
Mesida Kulczynski, 1911
- Mesida argentiopunctata (Rainbow, 1916) — Квинсленд
- Mesida gemmea (Hasselt, 1882) — от Мьянмы до Явы, Тайвань
- Mesida grayi Chrysanthus, 1975 — Новая Гвинея
- Mesida humilis Kulczynski, 1911 — Новая Гвинея
- Mesida matinika Barrion & Litsinger, 1995 — Филиппины
- Mesida mindiptanensis Chrysanthus, 1975 — Новая Гвинея
- Mesida pumila (Thorell, 1877) — от Суматры до Новой Гвинеи
- Mesida realensis Barrion & Litsinger, 1995 — Филиппины
- Mesida thorelli (Blackwall, 1877) — Сейшеллы
  - Mesida thorelli mauritiana (Simon, 1898) — Маврикий
- Mesida wilsoni Chrysanthus, 1975 — Новая Гвинея, Архипелаг Бисмарка
- Mesida yangbi Zhu, Song & Zhang, 2003 — Китай
- Mesida yini Zhu, Song & Zhang, 2003 — Китай, Лаос

## Meta
Meta C. L. Koch, 1836
- Meta abdomenalis Patel & Reddy, 1993 — Индия
- Meta barreti Kulczynski, 1899 — Мадейра
- Meta baywanga Barrion & Litsinger, 1995 — Филиппины
- Meta birmanica Thorell, 1898 — Мьянма
- Meta bourneti Simon, 1922 — Европа до Грузии, Северная Африка
- Meta dolloff Levi, 1980 — США
- Meta gertschi Lessert, 1938 — Конго
- Meta japonica Tanikawa, 1993 — Япония
- Meta longipalpis Pavesi, 1883 — Эфиопия
- Meta maculata (Blackwall, 1865) — Кабо-Верде
- Meta manchurica Marusik & Koponen, 1992 — Россия, Корея
- Meta menardi (Latreille, 1804) — от Европы до Кореи
- Meta merianopsis Tullgren, 1910 — Восточная Африка
- Meta meruensis Tullgren, 1910 — Восточная Африка
- Meta minima Denis, 1953 — Канарские Острова
- Meta mixta O. P.-Cambridge, 1885 — Яркенд
- Meta monogrammata Butler, 1876 — Квинсленд
- Meta montana Hogg, 1919 — Суматра
- Meta nebulosa Schenkel, 1936 — Китай
- Meta nigridorsalis Tanikawa, 1994 — Китай, Япония
- Meta obscura Kulczynski, 1899 — Канарские Острова, Мадейра
- Meta ovalis (Gertsch, 1933) — США, Канада
- Meta qianshanensis Zhu & Zhu, 1983 — Китай
- Meta reticuloides Yaginuma, 1958 — Корея, Япония
- Meta rufolineata (Urquhart, 1889) — Новая Зеландия
- Meta serrana Franganillo, 1930 — Куба
- Meta shenae Zhu, Song & Zhang, 2003 — Китай
- Meta simlaensis Tikader, 1982 — Индия
- Meta stridulans Wunderlich, 1987 — Мадейра
- Meta tiniktirika Barrion & Litsinger, 1995 — Филиппины
- Meta trivittata Keyserling, 1887 — Новый Южный Уэльс, Виктория
- Meta turbatrix Keyserling, 1887 — Новый Южный Уэльс
- Meta vacillans Butler, 1876 — Родригез
- Meta villiersi Denis, 1955 — Гвинея

## Metabus
Metabus O. P.-Cambridge, 1899
- Metabus conacyt Alvarez-Padilla, 2007 — Мексика, Гватемала
- Metabus debilis (O. P.-Cambridge, 1889) — от Мексики до Эквадора
- Metabus ebanoverde Alvarez-Padilla, 2007 — Гватемала, Доминиканаn Republic
- Metabus ocellatus (Keyserling, 1864) — от Мексики до Французской Гвианы

## Metellina
Metellina Chamberlin & Ivie, 1941
- Metellina curtisi (McCook, 1894) — Северная Америка
- Metellina kirgisica (Bakhvalov, 1974) — Центральная Азия, Китай
- Metellina mengei (Blackwall, 1870) — Европа до Грузии
- Metellina merianae (Scopoli, 1763) — Европа до Грузии
- Metellina mimetoides Chamberlin & Ivie, 1941 — Северная Америка
- Metellina orientalis (Spassky, 1932) — Центральная Азия
- Metellina segmentata (Clerck, 1757) — Палеарктика (Канада, ввезён)

## Metleucauge
Metleucauge Levi, 1980
- Metleucauge chikunii Tanikawa, 1992 — Китай, Корея, Тайвань, Япония
- Metleucauge davidi (Schenkel, 1963) — Китай, Тайвань
- Metleucauge dentipalpis (Kroneberg, 1875) — Центральная Азия
- Metleucauge eldorado Levi, 1980 — США
- Metleucauge kompirensis (Bosenberg & Strand, 1906) — Россия, Китай, Корея, Тайвань, Япония
- Metleucauge minuta Yin, 2012 — Китай
- Metleucauge yaginumai Tanikawa, 1992 — Япония
- Metleucauge yunohamensis (Bosenberg & Strand, 1906) — Россия, Китай, Корея, Тайвань, Япония

## Mitoscelis
Mitoscelis Thorell, 1890
- Mitoscelis aculeata Thorell, 1890 — Ява

## Mollemeta
Mollemeta Alvarez-Padilla, 2007
- Mollemeta edwardsi (Simon, 1904) — Чили

## Nanningia
Nanningia Zhu, Kim & Song, 1997
- Nanningia zhangi Zhu, Kim & Song, 1997 — Китай

## Nanometa
Nanometa Simon, 1908
- Nanometa gentilis Simon, 1908 — Западная Австралия

## Neoprolochus
Neoprolochus Reimoser, 1927
- Neoprolochus jacobsoni Reimoser, 1927 — Суматра

## Okileucauge
Okileucauge Tanikawa, 2001
- Okileucauge elongatus Zhao, Peng & Huang, 2012 — Китай
- Okileucauge geminuscavum Chen & Zhu, 2009 — Китай
- Okileucauge gongshan Zhao, Peng & Huang, 2012 — Китай
- Okileucauge hainan Zhu, Song & Zhang, 2003 — Китай
- Okileucauge nigricauda Zhu, Song & Zhang, 2003 — Китай
- Okileucauge sasakii Tanikawa, 2001 — Япония
- Okileucauge tanikawai Zhu, Song & Zhang, 2003 — Китай
- Okileucauge tibet Zhu, Song & Zhang, 2003 — Китай
- Okileucauge yinae Zhu, Song & Zhang, 2003 — Китай

## Opadometa
Opadometa Archer, 1951

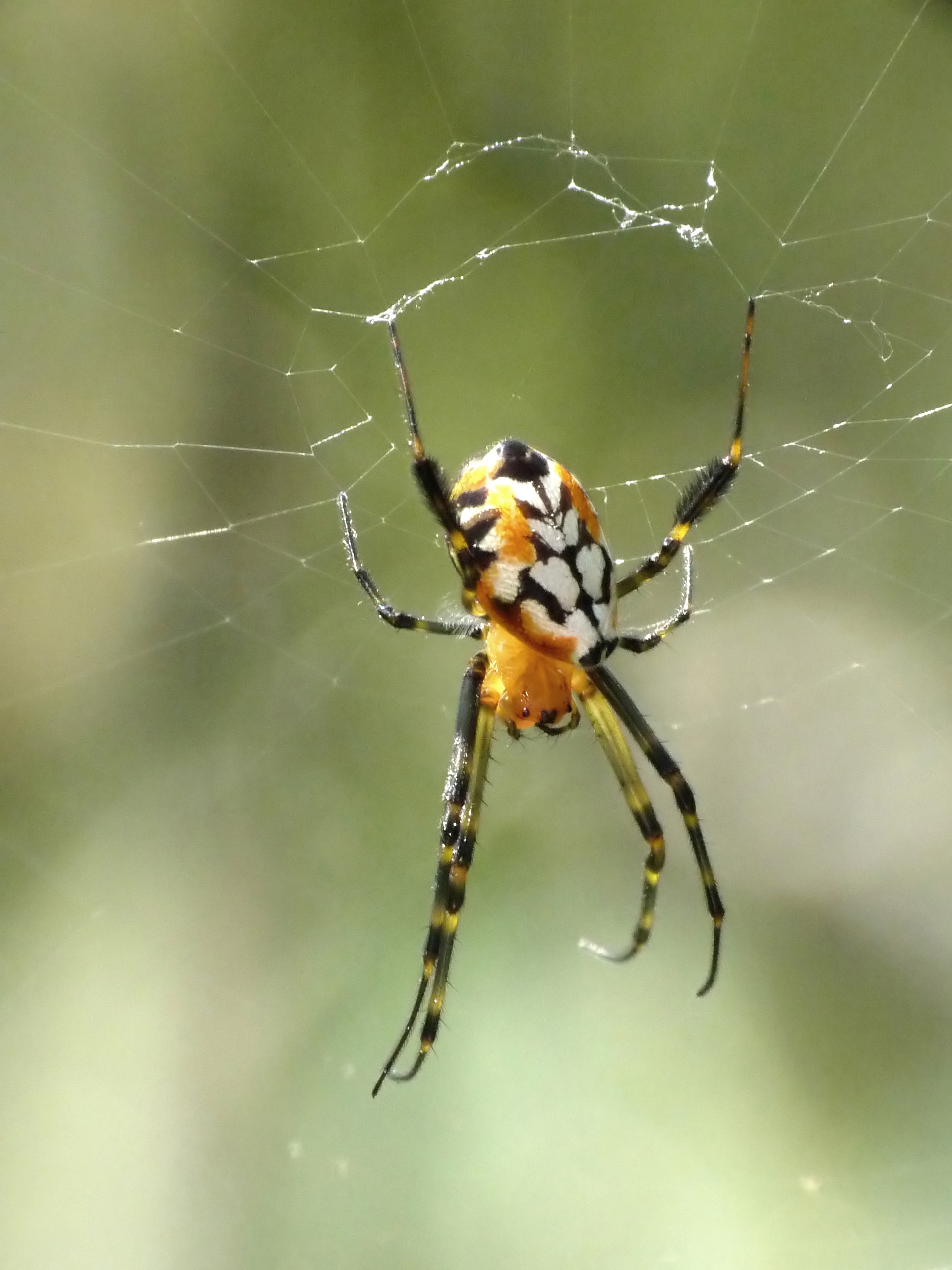
Opadometa fastigata in Kerala

- Opadometa fastigata (Simon, 1877) — от Индии до Филиппин, Сулавеси
  - Opadometa fastigata korinchica (Hogg, 1919) — Суматра
- Opadometa grata (Guerin, 1838) — Япония, Лаос, Индонезия, Новая Гвинея, Соломоновы Острова
  - Opadometa grata anirensis (Strand, 1911) — Anir Islands
  - Opadometa grata bukaensis (Strand, 1911) — Новая Ирландия, Соломоновы Острова
  - Opadometa grata maitlandensis (Strand, 1911) — Новая Ирландия
  - Opadometa grata mathiasensis (Strand, 1911) — St. Mathias Islands
  - Opadometa grata salomonum (Strand, 1911) — Соломоновы Острова
  - Opadometa grata squallyensis (Strand, 1911) — Squally Islands
  - Opadometa grata tomaensis (Strand, 1911) — Новая Британия

## Opas
Opas O. P.-Cambridge, 1896
- Opas caudacuta (Taczanowski, 1873) — Перу, Гайана
- Opas caudata (Mello-Leitao, 1944) — Бразилия
- Opas lugens O. P.-Cambridge, 1896 — Мексика, Панама
- Opas melanoleuca (Mello-Leitao, 1944) — Бразилия
- Opas paranensis (Mello-Leitao, 1937) — Бразилия
- Opas trilineata (Mello-Leitao, 1940) — Бразилия

## Orsinome
Orsinome Thorell, 1890
- Orsinome armata Pocock, 1901 — Индия
- Orsinome cavernicola (Thorell, 1878) — Амбон
- Orsinome daiqin Zhu, Song & Zhang, 2003 — Китай
- Orsinome diporusa Zhu, Song & Zhang, 2003 — Китай
- Orsinome elberti Strand, 1911 — Тимор
- Orsinome jiarui Zhu, Song & Zhang, 2003 — Китай
- Orsinome lagenifera (Urquhart, 1888) — Новая Зеландия
- Orsinome listeri Gravely, 1921 — Индия
- Orsinome lorentzi Kulczynski, 1911 — Новая Гвинея
- Orsinome marmorea Pocock, 1901 — Индия
- Orsinome monulfi Chrysanthus, 1971 — Новая Гвинея
- Orsinome phrygiana Simon, 1901 — Малайзия
- Orsinome pilatrix (Thorell, 1878) — Амбон
- Orsinome sarasini Berland, 1924 — Новая Каледония
- Orsinome trappensis Schenkel, 1953 — Китай
- Orsinome vethi (Hasselt, 1882) — Китай, Лаос, Малайзия, Суматра, Ява, Флорес
- Orsinome vorkampiana Strand, 1907 — Мадагаскар

## Pachygnatha
Pachygnatha Sundevall, 1823
- Pachygnatha africana Strand, 1906 — Эфиопия
- Pachygnatha amurensis Strand, 1907 — Россия
- Pachygnatha atromarginata Bosmans & Bosselaers, 1994 — Камерун
- Pachygnatha autumnalis Marx, 1884 — США, Канада, Куба
- Pachygnatha bonneti Senglet, 1973 — Испания
- Pachygnatha brevis Keyserling, 1884 — США, Канада
- Pachygnatha calusa Levi, 1980 — США
- Pachygnatha clercki Sundevall, 1823 — Голарктика
- Pachygnatha clerckoides Wunderlich, 1985 — Болгария, Македония, Россия
- Pachygnatha degeeri Sundevall, 1830 — Палеарктика
  - Pachygnatha degeeri dysdericolor Jocque, 1977 — Марокко
- Pachygnatha dorothea McCook, 1894 — США, Канада
- Pachygnatha fengzhen Zhu, Song & Zhang, 2003 — Китай
- Pachygnatha furcillata Keyserling, 1884 — США
- Pachygnatha gaoi Zhu, Song & Zhang, 2003 — Россия, Китай
- Pachygnatha goedeli Bosmans & Bosselaers, 1994 — Камерун
- Pachygnatha hexatracheata Bosmans & Bosselaers, 1994 — Камерун
- Pachygnatha jansseni Bosmans & Bosselaers, 1994 — Камерун
- Pachygnatha kiwuana Strand, 1913 — Конго
- Pachygnatha leleupi Lawrence, 1952 — Камерун, Конго, Малави, Зимбабве
- Pachygnatha listeri Sundevall, 1830 — Палеарктика
- Pachygnatha longipes Simon, 1894 — Мадагаскар
- Pachygnatha mucronata Tullgren, 1910 — Восточная Африка
  - Pachygnatha mucronata comorana Schmidt & Krause, 1993 — Коморские острова
- Pachygnatha ochongipina Barrion & Litsinger, 1995 — Филиппины
- Pachygnatha okuensis Bosmans & Bosselaers, 1994 — Камерун
- Pachygnatha opdeweerdtae Bosmans & Bosselaers, 1994 — Камерун
- Pachygnatha palmquisti Tullgren, 1910 — Кения, Танзания
- Pachygnatha procincta Bosmans & Bosselaers, 1994 — Камерун, Кения
- Pachygnatha quadrimaculata (Bosenberg & Strand, 1906) — Россия, Китай, Корея, Япония
- Pachygnatha rotunda Saito, 1939 — Япония
- Pachygnatha ruanda Strand, 1913 — Руанда
- Pachygnatha silentvalliensis Biswas & Roy, 2004 — Индия
- Pachygnatha simoni Senglet, 1973 — Испания
- Pachygnatha sundevalli Senglet, 1973 — Португалия, Испания
- Pachygnatha tenera Karsch, 1879 — Китай, Корея, Япония
- Pachygnatha terilis Thaler, 1991 — Швейцария, Австрия, Италия
- Pachygnatha tristriata C. L. Koch, 1845 — США, Канада
- Pachygnatha tullgreni Senglet, 1973 — Португалия
- Pachygnatha vorax Thorell, 1895 — Мьянма
- Pachygnatha xanthostoma C. L. Koch, 1845 — США, Канада
- Pachygnatha zappa Bosmans & Bosselaers, 1994 — Камерун, Кения, Малави, Южная Африка
- Pachygnatha zhui Zhu, Song & Zhang, 2003 — Китай

## Parameta
Parameta Simon, 1895
- Parameta defecta Strand, 1906 — Эфиопия, Сомали
- Parameta jugularis Simon, 1895 — Сьерра-Леоне

## Parazilia
Parazilia Lessert, 1938
- Parazilia strandi Lessert, 1938 — Конго

## Pholcipes
Pholcipes Schmidt & Krause, 1993
- Pholcipes bifurcochelis Schmidt & Krause, 1993 — Коморские острова

## Pickardinella
Pickardinella Archer, 1951
- Pickardinella setigera (F. O. P.-Cambridge, 1903) — Мексика

## Pinkfloydia
Pinkfloydia Dimitrov & Hormiga, 2011
- Pinkfloydia harveii Dimitrov & Hormiga, 2011 — Западная Австралия

## Prolochus
- Prolochus longiceps (Thorell, 1895) — Мьянма, Таиланд
- Prolochus junlitjri (Barrionn-Dupo & Barrion, n. sp.) – Филиппины

## Sancus
Sancus Tullgren, 1910
- Sancus acoreensis (Wunderlich, 1992) — Азорские острова
- Sancus bilineatus Tullgren, 1910 — Кения, Танзания

## Schenkeliella
Schenkeliella Strand, 1934
- Schenkeliella spinosa (O. P.-Cambridge, 1870) — Шри-Ланка

## Tetragnatha
Tetragnatha Latreille, 1804
- Tetragnatha acuta Gillespie, 1992 — Гавайи
- Tetragnatha aenea Cantor, 1842 — Китай
- Tetragnatha aetherea (Simon, 1894) — Венесуэла
- Tetragnatha albida Gillespie, 1994 — Гавайи
- Tetragnatha americana Simon, 1905 — Чили, Аргентина
- Tetragnatha amoena Okuma, 1987 — Новая Гвинея
- Tetragnatha anamitica Walckenaer, 1841 — Вьетнам
- Tetragnatha andamanensis Tikader, 1977 — Андаманские острова, Бангладеш
- Tetragnatha andonea Lawrence, 1927 — Намибия
- Tetragnatha angolaensis Okuma & Dippenaar-Schoeman, 1988 — Ангола
- Tetragnatha anguilla Thorell, 1877 — Ява, Сулавеси, Новая Гвинея, Австралия
- Tetragnatha angulata Hogg, 1914 — Западная Австралия
- Tetragnatha anuenue Gillespie, 2002 — Гавайи
- Tetragnatha argentinensis Mello-Leitao, 1931 — Аргентина
- Tetragnatha argyroides Mello-Leitao, 1945 — Аргентина
- Tetragnatha armata Karsch, 1891 — Шри-Ланка
- Tetragnatha atriceps Banks, 1898 — Мексика
- Tetragnatha atristernis Strand, 1913 — Центральная Африка
- Tetragnatha australis (Mello-Leitao, 1945) — Аргентина
- Tetragnatha baculiferens Hingston, 1927 — Мьянма
- Tetragnatha beccarii Caporiacco, 1947 — Гайана
- Tetragnatha bemalcuei Mello-Leitao, 1939 — Парагвай
- Tetragnatha bengalensis Walckenaer, 1841 — Индия
- Tetragnatha bicolor White, 1841 — Тасмания
- Tetragnatha bidentata Roewer, 1951 — Чили
- Tetragnatha biseriata Thorell, 1881 — Новая Гвинея, Новая Британия, Квинсленд
- Tetragnatha bishopi Caporiacco, 1947 — Гайана
- Tetragnatha bituberculata L. Koch, 1867 — Япония, Новая Гвинея, Австралия
- Tetragnatha boeleni Chrysanthus, 1975 — Новая Гвинея
- Tetragnatha bogotensis Keyserling, 1865 — Колумбия
- Tetragnatha boninensis Okuma, 1981 — Япония
- Tetragnatha boydi O. P.-Cambridge, 1898 — от Мексики до Бразилии, Сардиния, Африка, от Сейшелл до Китая
  - Tetragnatha boydi praedator Tullgren, 1910 — Танзания, Коморские острова
- Tetragnatha brachychelis Caporiacco, 1947 — Танзания, Кения
- Tetragnatha branda Levi, 1981 — США
- Tetragnatha brevignatha Gillespie, 1992 — Гавайи
- Tetragnatha bryantae Roewer, 1951 — Пуэрто-Рико
- Tetragnatha caffra (Strand, 1909) — Южная Африка
- Tetragnatha cambridgei Roewer, 1942 — Мексика, Центральная Америка, Пуэрто-Рико
- Tetragnatha caporiaccoi Platnick, 1993 — Гайана
- Tetragnatha caudata Emerton, 1884 — Северная, Центральная Америка, Куба, Ямайка
- Tetragnatha caudicula (Karsch, 1879) — Россия, Китай, Корея, Тайвань, Япония
- Tetragnatha caudifera (Keyserling, 1887) — Новый Южный Уэльс
- Tetragnatha cavaleriei Schenkel, 1963 — Китай
- Tetragnatha cephalothoracis Strand, 1906 — Эфиопия
- Tetragnatha ceylonica O. P.-Cambridge, 1869 — Южная Африка, от Сейшелл до Филиппин, Новая Британия
- Tetragnatha chamberlini (Gajbe, 2004) — Индия
- Tetragnatha chauliodus (Thorell, 1890) — от Мьянмы до Новой Гвинеи, Япония
- Tetragnatha cheni Zhu, Song & Zhang, 2003 — Китай
- Tetragnatha chinensis (Chamberlin, 1924) — Китай
- Tetragnatha chrysochlora (Audouin, 1826) — Египет
- Tetragnatha cladognatha Bertkau, 1880 — Бразилия
- Tetragnatha clavigera Simon, 1887 — Сьерра-Леоне, Кот-д’Ивуар, Конго
- Tetragnatha cochinensis Gravely, 1921 — Индия
- Tetragnatha coelestis Pocock, 1901 — Индия
- Tetragnatha cognata O. P.-Cambridge, 1889 — от Гватемалы до Панамы
- Tetragnatha confraterna Banks, 1909 — Коста-Рика, Панама
- Tetragnatha conica Grube, 1861 — Россия
- Tetragnatha crassichelata Chrysanthus, 1975 — Новая Гвинея
- Tetragnatha cuneiventris Simon, 1900 — Гавайи
- Tetragnatha cylindracea (Keyserling, 1887) — Квинсленд, Новый Южный Уэльс
- Tetragnatha cylindrica Walckenaer, 1841 — Новая Гвинея, Австралия, Фиджи
- Tetragnatha cylindriformis Lawrence, 1952 — Конго
- Tetragnatha dearmata Thorell, 1873 — Голарктика
- Tetragnatha decipiens Badcock, 1932 — Парагвай
- Tetragnatha delumbis Thorell, 1891 — Никобарские острова
- Tetragnatha demissa L. Koch, 1872 — Южная Африка, Альдабра, Сейшеллы, от Австралии до Тонга
- Tetragnatha dentatidens Simon, 1907 — Сьерра-Леоне, Конго
- Tetragnatha desaguni Barrion & Litsinger, 1995 — Филиппины
- Tetragnatha determinata Karsch, 1891 — Шри-Ланка
- Tetragnatha digitata O. P.-Cambridge, 1899 — Мексика, Коста-Рика
- Tetragnatha eberhardi Okuma, 1992 — Панама
- Tetragnatha elongata Walckenaer, 1841 — Северная, Центральная Америка, Куба, Ямайка
  - Tetragnatha elongata debilis Thorell, 1877 — США
  - Tetragnatha elongata principalis Thorell, 1877 — США
  - Tetragnatha elongata undulata Thorell, 1877 — США
- Tetragnatha elyunquensis Petrunkevitch, 1930 — Ямайка, Пуэрто-Рико
- Tetragnatha esakii Okuma, 1988 — Тайвань
- Tetragnatha ethodon Chamberlin & Ivie, 1936 — Панама, Пуэрто-Рико, Barbados
- Tetragnatha eumorpha Okuma, 1987 — Новая Гвинея
- Tetragnatha eurychasma Gillespie, 1992 — Гавайи
- Tetragnatha exigua Chickering, 1957 — Ямайка
- Tetragnatha exilima (Mello-Leitao, 1943) — Бразилия
- Tetragnatha exquista Saito, 1933 — Япония
- Tetragnatha extensa (Linnaeus, 1758) — Голарктика, Мадейра
  - Tetragnatha extensa brachygnatha Thorell, 1873 — Швеция, Россия
  - Tetragnatha extensa maracandica Charitonov, 1951 — Иран, Россия, Центральная Азия
  - Tetragnatha extensa pulchra Kulczynski, 1891 — Венгрия
- Tetragnatha fallax Thorell, 1881 — Индонезия
- Tetragnatha farri Chickering, 1962 — Ямайка
- Tetragnatha filiciphilia Gillespie, 1992 — Гавайи
- Tetragnatha filiformata Roewer, 1942 — Гайана
- Tetragnatha filigastra Mello-Leitao, 1943 — Бразилия
- Tetragnatha filipes Schenkel, 1936 — Китай
- Tetragnatha filum Simon, 1907 — Конго, Биоко, Сан-Томе
- Tetragnatha flagellans Hasselt, 1882 — Суматра
- Tetragnatha flava (Audouin, 1826) — Египет
- Tetragnatha flavida Urquhart, 1891 — Новая Зеландия
- Tetragnatha fletcheri Gravely, 1921 — Индия, Бангладеш
- Tetragnatha foai Simon, 1902 — Центральная, Восточная Африка
- Tetragnatha foliferens Hingston, 1927 — Никобарские острова
- Tetragnatha foveata Karsch, 1891 — Шри-Ланка, Laccadive Islands, Мальдивы
- Tetragnatha fragilis Chickering, 1957 — Панама
- Tetragnatha franganilloi Brignoli, 1983 — Куба
- Tetragnatha friedericii Strand, 1913 — Новая Гвинея
- Tetragnatha gemmata L. Koch, 1872 — Квинсленд
- Tetragnatha geniculata Karsch, 1891 — от Шри-Ланки до Китая
- Tetragnatha gertschi Chickering, 1957 — Панама
- Tetragnatha gibbula Roewer, 1942 — Французская Гвиана
- Tetragnatha gongshan Zhao & Peng, 2010 — Китай
- Tetragnatha gracilis (Bryant, 1923) — США, Антигуа, Martinique
- Tetragnatha gracillima (Thorell, 1890) — Суматра
- Tetragnatha granti Pocock, 1903 — Сокотра
- Tetragnatha gressitti Okuma, 1988 — Борнео
- Tetragnatha gressittorum Okuma, 1987 — Новая Гвинея
- Tetragnatha guatemalensis O. P.-Cambridge, 1889 — Северная, Центральная Америка, Куба, Ямайка
- Tetragnatha gui Zhu, Song & Zhang, 2003 — Китай
- Tetragnatha hamata Thorell, 1898 — Мьянма
- Tetragnatha hasselti Thorell, 1890 — от Бангладеш до Китая, Сулавеси
  - Tetragnatha hasselti birmanica Sherriffs, 1919 — Мьянма
- Tetragnatha hastula Simon, 1907 — Сьерра-Леоне, Габон, Принсипи
- Tetragnatha hawaiensis Simon, 1900 — Гавайи
- Tetragnatha heongi Barrion & Barrion-Dupo, 2011 — Китай
- Tetragnatha hirashimai Okuma, 1987 — Новая Гвинея
- Tetragnatha hiroshii Okuma, 1988 — Тайвань
- Tetragnatha hulli Caporiacco, 1955 — Венесуэла
- Tetragnatha insularis Okuma, 1987 — Лорд-Хау
- Tetragnatha insulata Hogg, 1913 — Фолклендские острова
- Tetragnatha insulicola Okuma, 1987 — Лорд-Хау
- Tetragnatha intermedia Kulczynski, 1891 — от Португалии до Турции, Россия
- Tetragnatha iriomotensis Okuma, 1991 — Окинава
- Tetragnatha irridescens Stoliczka, 1869 — Индия
- Tetragnatha isidis (Simon, 1880) — от Европы до Суматры
- Tetragnatha iwahigensis Barrion & Litsinger, 1995 — Филиппины
- Tetragnatha jaculator Tullgren, 1910 — от Африки до Китая, Новая Гвинея, Barbados, Тринидад
- Tetragnatha javana (Thorell, 1890) — от Африки до Японии, Филиппины, Индонезия
- Tetragnatha jejuna (Thorell, 1897) — Мьянма
- Tetragnatha josephi Okuma, 1988 — Малайзия, Сингапур
- Tetragnatha jubensis Pavesi, 1895 — Эфиопия
- Tetragnatha kamakou Gillespie, 1992 — Гавайи
- Tetragnatha kapua Gillespie, 2003 — Маркизские острова
- Tetragnatha kauaiensis Simon, 1900 — Гавайи
- Tetragnatha kea Gillespie, 1994 — Гавайи
- Tetragnatha keyserlingi Simon, 1890 — Самоа, Фиджи, Новые Гебриды
- Tetragnatha khanjahani Biswas & Raychaudhuri, 1996 — Бангладеш
- Tetragnatha kikokiko Gillespie, 2002 — Гавайи
- Tetragnatha kiwuana Strand, 1913 — Центральная Африка
- Tetragnatha klossi Hogg, 1919 — Суматра
- Tetragnatha kochi Thorell, 1895 — Полинезия
- Tetragnatha kolosvaryi Caporiacco, 1949 — Кения
- Tetragnatha kovblyuki Marusik, 2010 — Казахстан
- Tetragnatha kukuhaa Gillespie, 2002 — Гавайи
- Tetragnatha kukuiki Gillespie, 2002 — Гавайи
- Tetragnatha labialis Nicolet, 1849 — Чили
- Tetragnatha laboriosa Hentz, 1850 — Северная, Центральная Америка
- Tetragnatha lactescens (Mello-Leitao, 1947) — Бразилия
- Tetragnatha laminalis Strand, 1907 — Восточная Африка
- Tetragnatha lamperti Strand, 1906 — Эфиопия
- Tetragnatha lancinans Kulczynski, 1911 — Новая Гвинея
- Tetragnatha laqueata L. Koch, 1872 — от Японии до Южно-Тихоокеанских островов
- Tetragnatha latro Tullgren, 1910 — Восточная Африка
- Tetragnatha lauta Yaginuma, 1959 — Гонконг, Корея, Лаос, Тайвань, Япония
- Tetragnatha lea Bosenberg & Strand, 1906 — Россия, Корея, Япония
- Tetragnatha lena Gillespie, 2003 — Гавайи
- Tetragnatha lepida Rainbow, 1916 — Квинсленд
- Tetragnatha levii Okuma, 1992 — Мексика
- Tetragnatha lewisi Chickering, 1962 — Ямайка
- Tetragnatha limu Gillespie, 2003 — Гавайи
- Tetragnatha liis Nicolet, 1849 — Колумбия, Чили
- Tetragnatha lineatula Roewer, 1942 — Малайзия
- Tetragnatha linyphioides Karsch, 1878 — Мозамбик
- Tetragnatha llavaca Barrion & Litsinger, 1995 — Филиппины
- Tetragnatha longidens Mello-Leitao, 1945 — Аргентина, Бразилия
- Tetragnatha luculenta Simon, 1907 — Гвинея-Бисау
- Tetragnatha luteocincta Simon, 1908 — Западная Австралия
- Tetragnatha mabelae Chickering, 1957 — Панама, Тринидад
- Tetragnatha macilenta L. Koch, 1872 — от Норфолка до Островов Общества
- Tetragnatha macracantha Gillespie, 1992 — Гавайи
- Tetragnatha macrops Simon, 1907 — Принсипи
- Tetragnatha maeandrata Simon, 1908 — Западная Австралия
- Tetragnatha major Holmberg, 1876 — Аргентина
- Tetragnatha maka Gillespie, 1994 — Гавайи
- Tetragnatha makiharai Okuma, 1977 — Россия, Япония, Острова Рюкю
- Tetragnatha mandibulata Walckenaer, 1841 — Западная Африка, от Бангладеш до Филиппин, Австралия
- Tetragnatha maralba Roberts, 1983 — Альдабра
- Tetragnatha margaritata L. Koch, 1872 — Квинсленд
- Tetragnatha marginata (Thorell, 1890) — от Мьянмы Новой Каледонии
- Tetragnatha marquesiana Berland, 1935 — Маркизские острова
- Tetragnatha martinicensis Dierkens, 2011 — Martinique
- Tetragnatha mawambina Strand, 1913 — Центральная Африка
- Tetragnatha maxillosa Thorell, 1895 — Южная Африка, от Бангладеш до Филиппин, Новые Гебриды
- Tetragnatha mengsongica Zhu, Song & Zhang, 2003 — Китай
- Tetragnatha mertoni Strand, 1911 — Ару
- Tetragnatha mexicana Keyserling, 1865 — от Мексики до Панамы
- Tetragnatha micrura Kulczynski, 1911 — Новая Гвинея, Соломоновы Острова
- Tetragnatha minitabunda O. P.-Cambridge, 1872 — Сирия, Ливан, Израиль
- Tetragnatha modica Kulczynski, 1911 — Новая Гвинея
- Tetragnatha mohihi Gillespie, 1992 — Гавайи
- Tetragnatha montana Simon, 1874 — Палеарктика
  - Tetragnatha montana timorensis Schenkel, 1944 — Тимор
- Tetragnatha monticola Okuma, 1987 — Новая Гвинея
- Tetragnatha moua Gillespie, 2003 — Таити
- Tetragnatha moulmeinensis Gravely, 1921 — Мьянма
- Tetragnatha multipunctata Urquhart, 1891 — Новая Зеландия
- Tetragnatha nana Okuma, 1987 — Новая Гвинея
- Tetragnatha nandan Zhu, Song & Zhang, 2003 — Китай
- Tetragnatha necatoria Tullgren, 1910 — Восточная Африка
- Tetragnatha nepaeformis Doleschall, 1859 — Ява
- Tetragnatha nero Butler, 1876 — Родригез
- Tetragnatha netrix Simon, 1900 — Гавайи
- Tetragnatha nigricans Dalmas, 1917 — Новая Зеландия
- Tetragnatha nigrigularis Simon, 1898 — Сейшеллы
- Tetragnatha nigrita Lendl, 1886 — Палеарктика
- Tetragnatha niokolona Roewer, 1961 — Сенегал
- Tetragnatha nitens (Audouin, 1826) — Тропики
- Tetragnatha nitidiuscula Simon, 1907 — Западная Африка
- Tetragnatha nitidiventris Simon, 1907 — Гвинея-Бисау
- Tetragnatha notophilla Boeris, 1889 — Перу
- Tetragnatha noumeensis Berland, 1924 — Новая Каледония
- Tetragnatha novia Simon, 1901 — Малайзия
- Tetragnatha nubica Denis, 1955 — Нигер
- Tetragnatha obscura Gillespie, 2002 — Гавайи
- Tetragnatha obscuriceps Caporiacco, 1940 — Эфиопия
- Tetragnatha obtusa C. L. Koch, 1837 — Палеарктика
  - Tetragnatha obtusa corsica Simon, 1929 — Корсика
- Tetragnatha oculata Denis, 1955 — Нигер
- Tetragnatha okumae Barrion & Litsinger, 1995 — Филиппины
- Tetragnatha olindana Karsch, 1880 — Полинезия
- Tetragnatha oomua Gillespie, 2003 — Маркизские острова
- Tetragnatha oreobia Okuma, 1987 — Новая Гвинея
- Tetragnatha orizaba (Banks, 1898) — Мексика, Куба, Ямайка
- Tetragnatha oubatchensis Berland, 1924 — Новая Каледония
- Tetragnatha palikea Gillespie, 2003 — Гавайи
- Tetragnatha pallescens F. O. P.-Cambridge, 1903 — Северная, Центральная Америка, Вест-Индия
- Tetragnatha pallida O. P.-Cambridge, 1889 — Коста-Рика, Панама
- Tetragnatha paludicola Gillespie, 1992 — Гавайи
- Tetragnatha paludis Caporiacco, 1940 — Эфиопия
- Tetragnatha panopea L. Koch, 1872 — Макронезия, Полинезия, Гавайи
- Tetragnatha papuana Kulczynski, 1911 — Новая Гвинея
- Tetragnatha paradisea Pocock, 1901 — Индия
- Tetragnatha paradoxa Okuma, 1992 — Коста-Рика
- Tetragnatha paraguayensis (Mello-Leitao, 1939) — Парагвай
- Tetragnatha parva Badcock, 1932 — Парагвай
- Tetragnatha parvula Thorell, 1891 — Никобарские острова
- Tetragnatha paschae Berland, 1924 — Остров Пасхи
- Tetragnatha perkinsi Simon, 1900 — Гавайи
- Tetragnatha perreirai Gillespie, 1992 — Гавайи
- Tetragnatha peruviana Taczanowski, 1878 — Перу
- Tetragnatha petrunkevitchi Caporiacco, 1947 — Гайана
- Tetragnatha phaeodactyla Kulczynski, 1911 — Новая Гвинея
- Tetragnatha pilosa Gillespie, 1992 — Гавайи
- Tetragnatha pinicola L. Koch, 1870 — Палеарктика
- Tetragnatha piscatoria Simon, 1897 — Вест-Индия
- Tetragnatha planata Karsch, 1891 — Шри-Ланка
- Tetragnatha plena Chamberlin, 1924 — Китай
- Tetragnatha polychromata Gillespie, 1992 — Гавайи
- Tetragnatha praedonia L. Koch, 1878 — Россия, Китай, Лаос, Корея, Тайвань, Япония
- Tetragnatha priamus Okuma, 1987 — Соломоновы Острова
- Tetragnatha protensa Walckenaer, 1841 — от Мадагаскара до Австралии, Новая Каледония, Палау
- Tetragnatha puella Thorell, 1895 — Мьянма, Суматра, Новая Гвинея
- Tetragnatha pulchella Thorell, 1877 — Суматра, Сулавеси
- Tetragnatha punua Gillespie, 2003 — Маркизские острова
- Tetragnatha qiuae Zhu, Song & Zhang, 2003 — Китай
- Tetragnatha quadrinotata Urquhart, 1893 — Тасмания
- Tetragnatha quasimodo Gillespie, 1992 — Гавайи
- Tetragnatha quechua Chamberlin, 1916 — Перу
- Tetragnatha radiata Chrysanthus, 1975 — Новая Гвинея
- Tetragnatha ramboi Mello-Leitao, 1943 — Бразилия
- Tetragnatha rava Gillespie, 2003 — Таити
- Tetragnatha reimoseri (Rosca, 1939) — Центральная, Восточная Европа
- Tetragnatha reni Zhu, Song & Zhang, 2003 — Китай
- Tetragnatha restricta Simon, 1900 — Гавайи
- Tetragnatha retinens Chamberlin, 1924 — Китай
- Tetragnatha rimandoi Barrion, 1998 — Филиппины
- Tetragnatha rimitarae Strand, 1911 — Полинезия
- Tetragnatha riparia Holmberg, 1876 — Аргентина
- Tetragnatha riveti Berland, 1913 — Эквадор
- Tetragnatha roeweri Caporiacco, 1949 — Кения
- Tetragnatha rossi Chrysanthus, 1975 — Новая Гвинея
- Tetragnatha rouxi (Berland, 1924) — Новая Каледония
- Tetragnatha rubriventris Doleschall, 1857 — Новая Гвинея, Квинсленд
- Tetragnatha scopus Chamberlin, 1916 — Перу
- Tetragnatha serra Doleschall, 1857 — от Таиланда до Гонконга, Новая Гвинея
- Tetragnatha shanghaiensis Strand, 1907 — Китай
- Tetragnatha shinanoensis Okuma & Chikuni, 1978 — Япония
- Tetragnatha shoshone Levi, 1981 — США, Канада, Европа
- Tetragnatha sidama Caporiacco, 1940 — Эфиопия
- Tetragnatha signata Okuma, 1987 — Новая Гвинея
- Tetragnatha similis Nicolet, 1849 — Чили
- Tetragnatha simintina Roewer, 1961 — Сенегал
- Tetragnatha sinuosa Chickering, 1957 — Панама
- Tetragnatha sobrina Simon, 1900 — Гавайи
- Tetragnatha sociella Chamberlin, 1924 — Китай
- Tetragnatha squamata Karsch, 1879 — Россия, Китай, Корея, Тайвань, Япония
- Tetragnatha stelarobusta Gillespie, 1992 — Гавайи
- Tetragnatha stellarum Chrysanthus, 1975 — Новая Гвинея
- Tetragnatha sternalis Nicolet, 1849 — Чили
- Tetragnatha stimulifera Simon, 1907 — Конго
- Tetragnatha straminea Emerton, 1884 — США, Канада, Куба
- Tetragnatha strandi Lessert, 1915 — Восточная, Южная Африка
  - Tetragnatha strandi melanogaster Schmidt & Krause, 1993 — Коморские острова
- Tetragnatha streichi Strand, 1907 — Китай
- Tetragnatha striata L. Koch, 1862 — Европа до Казахстана
- Tetragnatha subclavigera Strand, 1907 — Конго
- Tetragnatha subesakii Zhu, Song & Zhang, 2003 — Китай
- Tetragnatha subextensa Petrunkevitch, 1930 — Ямайка, Пуэрто-Рико
- Tetragnatha subsquamata Okuma, 1985 — Танзания, Южная Африка
- Tetragnatha suoan Zhu, Song & Zhang, 2003 — Китай
- Tetragnatha sutherlandi Gravely, 1921 — Индия
- Tetragnatha tahuata Gillespie, 2003 — Маркизские острова
- Tetragnatha tanigawai Okuma, 1988 — Острова Рюкю
- Tetragnatha tantalus Gillespie, 1992 — Гавайи
- Tetragnatha taylori O. P.-Cambridge, 1890 — Южная Африка
- Tetragnatha tenera Thorell, 1881 — Индия, Шри-Ланка, Квинсленд
- Tetragnatha tenuis O. P.-Cambridge, 1889 — от Гватемалы до Панамы
- Tetragnatha tenuissima O. P.-Cambridge, 1889 — Мексика, Вест-Индия до Бразилии
- Tetragnatha tincochacae Chamberlin, 1916 — Перу
- Tetragnatha tipula (Simon, 1894) — Западная Африка
- Tetragnatha tonkina Simon, 1909 — Вьетнам
- Tetragnatha torrensis Schmidt & Piepho, 1994 — Кабо-Верде
- Tetragnatha trichodes Thorell, 1878 — Индонезия
- Tetragnatha tristani Banks, 1909 — Коста-Рика
- Tetragnatha trituberculata Gillespie, 1992 — Гавайи
- Tetragnatha tropica O. P.-Cambridge, 1889 — от Мексики до Панамы
- Tetragnatha tuamoaa Gillespie, 2003 — Острова Общества
- Tetragnatha tullgreni Lessert, 1915 — Центральная, Восточная Африка
- Tetragnatha uluhe Gillespie, 2003 — Гавайи
- Tetragnatha uncifera Simon, 1900 — Гавайи
- Tetragnatha unicornis Tullgren, 1910 — Восточная, Южная Африка
- Tetragnatha valida Keyserling, 1887 — Квинсленд, Новый Южный Уэльс, Тасмания
- Tetragnatha vermiformis Emerton, 1884 — от Канады до Панамы, от Южной Африки до Японии, Филиппины
- Tetragnatha versicolor Walckenaer, 1841 — Северная, Центральная Америка, Куба
- Tetragnatha virescens Okuma, 1979 — Бангладеш, от Шри-Ланки до Индонезии, Филиппины
- Tetragnatha viridis Walckenaer, 1841 — США, Канада
- Tetragnatha viridorufa Gravely, 1921 — Индия
- Tetragnatha visenda Chickering, 1957 — Ямайка
- Tetragnatha waikamoi Gillespie, 1992 — Гавайи
- Tetragnatha yalom Chrysanthus, 1975 — Новая Гвинея, Архипелаг Бисмарка, Квинсленд
- Tetragnatha yesoensis Saito, 1934 — Россия, Китай, Корея, Япония
- Tetragnatha yinae Zhao & Peng, 2010 — Китай
- Tetragnatha yongquiang Zhu, Song & Zhang, 2003 — Китай
- Tetragnatha zangherii (Caporiacco, 1926) — Италия
- Tetragnatha zhangfu Zhu, Song & Zhang, 2003 — Китай
- Tetragnatha zhaoi Zhu, Song & Zhang, 2003 — Китай
- Tetragnatha zhaoya Zhu, Song & Zhang, 2003 — Китай

## Timonoe
Timonoe Thorell, 1898
- Timonoe argenteozonata Thorell, 1898 — Мьянма

## Tylorida
Tylorida Simon, 1894
- Tylorida culta (O. P.-Cambridge, 1869) — Индия, Шри-Ланка
- Tylorida cylindrata (Wang, 1991) — Китай
- Tylorida mengla Zhu, Song & Zhang, 2003 — Китай
- Tylorida mornensis (Benoit, 1978) — Сейшеллы
- Tylorida seriata Thorell, 1899 — Западная Африка, Камерун
- Tylorida stellimicans (Simon, 1885) — Малайзия
- Tylorida striata (Thorell, 1877) — от Китая до Австралии
- Tylorida tianlin Zhu, Song & Zhang, 2003 — Китай, Лаос
- Tylorida ventralis (Thorell, 1877) — от Индии до Тайваня, Япония, Новая Гвинея

## Wolongia
Wolongia Zhu, Kim & Song, 1997
- Wolongia bicruris Wan & Peng, 2013 — Китай
- Wolongia bimacroseta Wan & Peng, 2013 — Китай
- Wolongia erromera Wan & Peng, 2013 — Китай
- Wolongia foliacea Wan & Peng, 2013 — Китай
- Wolongia guoi Zhu, Kim & Song, 1997 — Китай
- Wolongia mutica Wan & Peng, 2013 — Китай
- Wolongia odontodes Zhao, Yin & Peng, 2009 — Китай
- Wolongia renaria Wan & Peng, 2013 — Китай
- Wolongia tetramacroseta Wan & Peng, 2013 — Китай
- Wolongia wangi Zhu, Kim & Song, 1997 — Китай

## Zygiometella
Zygiometella Wunderlich, 1995
- Zygiometella perlongipes (O. P.-Cambridge, 1872) — Израиль